# Stephen van Haestregt
Stephen van Haestregt (nascido em 12 de setembro de 1972) é o ex-baterista e percussionista da banda holandesa Within Temptation. Participou em um dos projetos de Arjen Lucassen, o Ambeon. Além disso já trabalhou com a banda também holandesa After Forever.
Stephen saiu da banda no primeiro semestre de 2010, entrando para o My Favorite Scar - dando mais atenção a sua família. No último concerto com a banda, em abril de 2010, a banda e os fãs o homenagearam.